# Мир (Гродненская область)
Мир (бел. Мір) — городской посёлок в Кореличском районе Гродненской области Беларуси на реке Миранка. Административный центр Мирского сельсовета. Численность населения — 2 248 человек (на 1 января 2025 года). Находится в 26 км на юго-востоке от Кореличей, в 17 км от железнодорожной станции Городея на автомобильной дороге Р-11 Поречаны — Новогрудок — Несвиж. Республиканская дорога Р-64 соединяет Мир с районным центром Столбцы.
В Мире сохранился замок Ильиничей и Радзивиллов — объект Всемирного наследия ЮНЕСКО, который принёс популярность этому месту не только в Беларуси, но и в странах ближнего зарубежья. Среди иных достопримечательностей посёлка выделяется костёл Святого Николая и Свято-Троицкая церковь, замковый парк.

## Этимология
Возможно, что своё название Мир получил от слова «эмир» (по чину главы размещавшегося здесь отряда воинов-татар) (версия Валентина Калнина), либо по прямому значению слова «мир» (по проходящей рядом границе Руси и Литвы, однако о заключении здесь какого-либо мирного договора доподлинно неизвестно) (по версии Владислава Сырокомли).

## Геральдика
Герб и флаг зарегистрированы в Гербовом матрикуле Беларуси 10 июня 2002 года № 87. Утверждены решениями Кореличского районного исполнительного комитета от 28 мая 2002 года № 344 и Кореличским районным Советом депутатов от 30 мая 2002 года № 54.

## История
В белорусской историографии было распространено мнение, что впервые Мир упоминается в так называемой «Хронике Линденблатта» в 1395 г. в связи с нападением войск Тевтонского ордена. В 2016 году во время проведения исследования белорусским историком Олегом Лицкевичем было обнаружено, что дата 1395 года является ошибочной, так как в источнике нет упоминания о Мире́. Город в источнике, под названием которого историки подразумевали «Мир», является литовским городом Алитусом. Историкам пришлось устанавливать новую дату первого упоминания Мира́. Этой датой стало 28 мая 1434 года, когда великий князь литовский Сигизмунд Кейстутович дарит двор Мир и окрестные земли своему соратнику, виленскому каштеляну Сеньке Гедыгольдовичу.
В 1486 году становится владением Ильиничей. В 1569 году Мир переходит к Радзивиллам. В конце XVI — начале XVII столетия двор Мир обносится земляными валами и превращается в крепость, попасть в которую было возможно только через ворота, названия которых определяли направления основных дорог (Замковая, Виленская, Минская, Слонимская).
Многонациональный состав городка хорошо прослеживается благодаря различным религиозным сооружениям, окружающим Рыночную площадь — деревянная мечеть (не уцелела), синагогальный двор, иешива, Троицкая церковь, костёл Св. Николая. Начиная с XVIII в. Мир — важный духовный центр польско-литовского еврейства.
Имя небольшого городского посёлка Мир известно за пределами Беларуси благодаря его главной исторической достопримечательности — замку, включённому в 2000 году в список всемирного наследия ЮНЕСКО. В честь этого события, 9 июля 2002 года, состоялась международная «коронация» замка, на которой присутствовали генеральный директор ЮНЕСКО Коитиро Мацуура и представители правительства Беларуси.
Мир является родиной философов Флориана Бохвица и Соломона Маймона, белорусских поэтов Романа Тармолы–Мирского и Ольги Ипатовой, народного артиста СССР Александра Ильинского. Здесь родился участник освободительного движения Георгий Муха-Музновский, писатель и третий президент Израиля Залман Шазар, главный военный прокурор РККА Наум Розовский, легкоатлет Виталий Жук, деятель советских спецслужб Лев Бельский.

## История города в датах
- 1434 — первое письменное упоминание о Мире́ (28 мая)[3]. Великий князь литовский Сигизмунд Кейстутович дарит двор Мир своему соратнику, виленскому каштеляну Сеньке Гедыгольдовичу. Двор становится частным владением.
- 1486 — Мир переходит к Ильиничам[7].
- 1520-е — закладка Ми́рского замка Юрием Ильиничем.
- 1527 — первое письменное упоминание о Ми́рском замке.
- середина XVI века — Мир становится центром одноимённого графства.
- 1569 — Мир по завещанию Юрия Ильинича (младшего) переходит к Радзивиллу Сиротке.
- 1579 — местечко Мир получает Магдебургское право (неполное).
- 1589 — Мирское графство входит в состав Несвижской ординации.
- 1655 — казаки гетмана Ивана Золотаренко разоряют Мир в ходе тринадцатилетней войны России с Речью Посполитой.
- 1706 — в Мир врываются войска шведского короля Карла XII.
- 1792 (19(30) мая) — бой при Мире между российскими войсками и польскими повстанцами.
- 1795 — местечко Мир в составе Российской империи.
- 1812 — бой под Миро́м 27-28 июня (9-10 июля); после сражения Мир занимают войска Наполеона.
- 1812 — местечко Мир освобождено от французов русскими войсками.
- 1815 — основана Мирская иешива.
- 1828 — Мир во владении Л. П. Витгенштейна.
- 1891 — Мир приобретают князья Святополк-Мирские.
- 1921—1939 — Мир в составе Польского государства.
- 1940—1941 — Мир является центром Мирского района Барановичской области.
- 1941—1944 — Мир в составе Рейхскомиссариата Остланд нацистской Германии.
- 1941 — В Мире́ появляется еврейское гетто.
- 1944—1954 — Мир вновь является центром Мирского района Барановичской области.
- 1954—1956 — Мир — центр Мирского района Гродненской области.
- 1956 — Мир — городской посёлок Кореличского района Гродненской области.
- 1962 — Мирский замок перестаёт выполнять функцию жилого дома. Из замка выселяется последняя семья.
- 1968 — начались научно-исследовательские и проектные работы по восстановлению Мирского замка.
- 1983 — начало реставрации Мирского замка.
- 1987 — в Мирском замке открывается музей, который являлся филиалом Государственного художественного музея БССР.
- 2000 — Мирский замок включён в список Всемирного наследия ЮНЕСКО.
- 2002 — в Мире проводится праздник «День белорусской письменности».
- с 2003 — проводится ежегодный Региональный фестиваль искусств «Мирский замок».
- 2010 — окончена реставрация Мирского замка (длилась 27 лет). Мирский замок стал самостоятельным музеем.

## Промыслы и торговля
В большинстве своём, жители поселения издавна занимались огородничеством, земледелием и животноводством. В древние века здесь поселились ремесленники и торговцы. К первой половине XVIII столетия количество представленных профессий превышало 60. Профессиональные умения в основном определялись национальной принадлежностью — татары занимались огородничеством, выделкой кож и изготовлением повозок; евреи — торговлей и ростовщичеством; цыгане — конным промыслом; а белорусы предпочитали работу ремесленников.
На мирские базары стекались товары и купцы со всей Речи Посполитой, а также из России.
Колорит ярмарок не оставил равнодушным знаменитых очевидцев, посетивших городок — Якуба Коласа (описавшего здешнюю обстановку в поэме «Сымон-музыка») и Владислава Сырокомля (именно здесь он услышал рассказ ямщика-почтальона, который потом лёг в основу стихотворения «Почтальон», в вольном польско-русском переложении Леонида Трефолева ставшего народной песней «Когда я на почте служил ямщиком…»)
Мир также имел торговые связи с Лейпцигом, Кёнигсбергом, Мемелем и Либавой.

## Демография
Численность населения — 2 248 человек (на 1 января 2025 года).
- XIX век: 1830 — 1664 муж., из них шляхты 6, деятелей конфессий 3, мещан-иудеев 763, мещан-христиан и крестьян 886, бродяг 16[8]; 1885 — 4 тыс. чел.[9]; 1886 — 5,4 тыс. чел.; 1897 — 5401 чел.
- XX век: 1936 — 6 тыс. чел.; 1998 — 2,6 тыс. чел.[10][11]
- XXI век: 2005 — 2,5 тыс. чел.; 2007 — 2,5 тыс. чел.; 2008 — 2,4 тыс. чел.; 2009 — 2310 чел. (перепись)[12]; 2015 — 2237 чел.[13]; 2016 — 2250 чел.; 2019—2400 чел.[14]; 2020—2100 чел.[15]; 2023—2175 чел.[16]; 2024 — 2238 чел.; 2025 — 2 248 чел.[2].

## Планировкаместечка
| Официальное название  | Историческое название              | Иные названия    |
| --------------------- | ---------------------------------- | ---------------- |
| 1 Мая улица           | Слонимская улица Жуховичская улица |                  |
| 17 Сентября улица     | Менская улица Мирская улица        |                  |
| 17 Сентября площадь   | Рыночный пляц                      | Центр            |
| Кирова улица          | Высокая улица                      |                  |
| Ленинградская улица   | Завальная улица                    |                  |
| Московская улица      | Глухая улица                       |                  |
| Пионерская улица      | Подольная улица                    |                  |
| Советская улица       | Фольварковая улица                 |                  |
| Танкистов улица       | Татарская улица                    |                  |
| Красноармейская улица | Виленская улица                    | Костельная улица |

Исторические места: Старое место, Менское и Слонимское предместья (Мирский посад), Школьный пляц (двор).

## Культура и образование
В 1988 году в городе открыто художественно-реставрационное училище, выпускники которого участвуют в восстановительных работах, проходящих в замке.
Важнейшее учреждение культуры — Музей "Замковый комплекс «Мир» (Мирский замок).
Силами энтузиаста-любителя в посёлке также создан частный музей — усадьба-музей «Мирский посад», располагающаяся, по словам владельца, в здании той самой корчмы, где Владислав Сырокомля написал своё стихотворение «Почтальон», чьё вольное переложение на русский язык стало знаменитой народной песней «Когда я на почте служил ямщиком». Экспозиция представляет историю посёлка, подлинную мебель из замка, а также бытовую культуру мирских обитателей различных конфессий.
Также расположены:
- Отдел культуры и отдыха «Миорский городской Дом культуры» ГУК «Кореличский районный Центр культуры и народного творчества»
- Сектор «Оюцевичский сельский клуб» ГУК «Кореличский районный Центр культуры и народного творчества»
- ГУО «Мирская детская школа искусств»
- Мирская горпоселковая библиотека ГУК «Кореличская районная библиотека»
- Народный историко-краеведческий музей ГУО «Мирская средняя школа»
- Музей И. Домейко

## События и мероприятия
- 1 сентября 2002 года прошёл IX День белорусской письменности
- 21 мая 2019 года Мир принял эстафету огня II Европейских игр
- Фестиваль «Музыкальные вечера в Мирском замке»[19]
- Межрегиональный праздник «MIR-ФЕСТ» в Мирском замке и г. п. Кореличи[20]

## Достопримечательности
- Мирский замок (1520-е гг.)
- Церковь-усыпальница Святополк-Мирских (1904 г.)
- Руины дворца Святополк-Мирских (кон. XIX в.)
- Церковь Святой Троицы (1533—50 гг.)
- Костёл Святого Николая (1599—1605 гг.)
- Мирская иешива (1815 г.)
- Часовня Заславских (1909)
- Кладбище: католические, православные, татарское (Мизар), иудейские
- Историческая застройка (конец XIX — 1-я половина XX в.; фрагменты)

### Утраченное наследие
- Мечеть (XVIII в.)

## Галерея

### Фотографии современного Мира́
- Мирский замок
- Костёл Святого Николая
- Свято-Троицкая церковь
- Вид на местечко Мир из башни замка

### Фотографии старого Мира́
- Одна из улиц Мира
- ул. Виленская (совр. Красноармейская)
- Дворец Святополк-Мирских
- Рыночный пляц (совр. пл. 17 сентября)
- Синагога
- Мечеть

## Известные уроженцы, жители
- Роман Якубович Тармола-Мирский — белорусский поэт, сценарист.
- Залман Шазар (1889—1974) — израильский общественный деятель, писатель, поэт, политик, третий президент Израиля.
- Валерий Иванович Громак (род. 1950) — белорусский математик.
- Дмитрий Семенович Бубновский (род. 1956) — белорусский архитектор. Автор проекта реставрации Мирского замкового комплекса.
- Моисей Натанович Гурвич (1884, Мир, Новогрудский уезд, Минская губерния — 1944) — ректор Московского химико-технологического института им. Д. И. Менделеева 1929—1930 гг.
- Флориан Бохвиц (1799—1856) — польско-белорусский просветитель, философ, писатель.
- Марк Константинович Гавурин (1911—1992) — советский математик.
- Янка Запрудник (1926—2022) — белорусский общественно-политический деятель, историк, политолог.
- Александр Ильинский (1903—1967) — актер театра и кино, народный артист СССР.
- Ольга Ипатова (род. 1945) — белорусская писательница, переводчица, общественный деятель.
- Исер Залман Мелцер — галахичный авторитет Беларуси.
- Черепанов, Константин Иннокентьевич (род. 8 февраля 1941) — советский и российский военачальник. Член Военного Совета — первый заместитель начальника политического управления Закавказского военного округа. Генерал-майор.
- Слуцкая, Вера Климентьевна (1874—1917) — участница революционного движения в России.